# 花垣県
花垣県（かえん-けん）は湖南省湘西トゥチャ族ミャオ族自治州に位置する県。

## 民族
主要民族はミャオ族、漢族とトゥチャ族であり、うちミャオ族が約20万人、漢族47,000人、トウチャ族17,000人。この地のミャオ族はミャオ語の湘西方言を使用している。

## 行政区画
- 鎮：花垣鎮、竜潭鎮、民楽鎮、吉衛鎮、麻栗場鎮、雅酉鎮、辺城鎮、双竜鎮、石欄鎮
- 郷：長楽郷、猫児郷、補抽郷